# Personal Software Services
Personal Software Services (сокр. PSS) — компания по разработке и издательству компьютерных игр. PSS располагалась в Ковентри (Великобритания) и была основана Гэри Мейсом и Ричардом Кокейном в 1981 году.
PSS разрабатывали компьютерные игры для платформ ZX Spectrum, Commodore 64, Amstrad CPC, Atari ST, DOS и других, популярных в 1980-х годах.
Personal Software Services была основана в ноябре 1981 года в английском городе Ковентри Гари Мэйсом и Ричардом Кокейн. Компания получила известность благодаря играм, сюжет которых разворачивался вокруг исторических военных сражений и конфликтов, таким как Theatre Europe, Bismarck и Battle of Britain. Серия игр Strategic Wargames была концептуализирована в 1984 году дизайнером программного обеспечения Аланом Стилом; во время разработки названий для игр Стил часто исследовал тематику предстоящей игры и передавал свои выводы партнёрам из PSS.
В 1983 году, по мнению журнала Crash, компания стала «одной из лучших студий программного обеспечения» в Великобритании, и стала финалистом на радио BBC, получив награду New Business Enterprise Award.
Компания была приобретена Mirrorsoft в 1987 году и впоследствии была расформирована из-за своих долгов.

## Разработанные игры[9]
| Год  | Название          | Платформы                                                                      |
| ---- | ----------------- | ------------------------------------------------------------------------------ |
| 1981 | Hopper            | BBC Micro, Electron, MSX, Oric, ZX81, ZX Spectrum                              |
| 1984 | Battle for Midway | Amstrad CPC, Commodore 64, MSX, ZX Spectrum                                    |
| 1984 | Frank N Stein     | Amstrad CPC, ZX Spectrum                                                       |
| 1984 | Hyper Biker       | Commodore 64                                                                   |
| 1985 | Falklands '82     | Commodore 64, ZX Spectrum                                                      |
| 1985 | Swords & Sorcery  | Amstrad CPC, ZX Spectrum                                                       |
| 1985 | Theatre Europe    | Amstrad CPC, Apple II, Atari 8-bit, Commodore 64, Tatung Einstein, ZX Spectrum |
| 1986 | Annals of Rome    | Amiga, Amstrad CPC, Amstrad PCW, Atari ST, Commodore 64, DOS, ZX Spectrum      |
| 1986 | Iwo Jima          | Commodore 64, ZX Spectrum                                                      |
| 1987 | Bismarck          | Amiga, Apple II, Atari 8-bit, Atari ST, Commodore 64, ZX Spectrum              |
| 1987 | Conflicts 2       | Commodore 64                                                                   |
| 1987 | Sorcerer Lord     | Amiga, Amstrad CPC, Atari ST, Commodore 64, DOS, ZX Spectrum                   |
| 1989 | Conflict: Europe  | Amiga, Atari ST, DOS                                                           |
| 1990 | Battle Master     | Amiga, Atari ST, DOS, Sega Genesis                                             |
| 1990 | Mind Games        | Amiga, Atari ST                                                                |